# Lina Gálvez
Lina Gálvez Muñoz (ur. 13 września 1969 w Sewilli) – hiszpańska historyk, nauczyciel akademicki i polityk, profesor, w latach 2018–2019 minister w rządzie Andaluzji, posłanka do Parlamentu Europejskiego IX i X kadencji.

## Życiorys
W 1991 ukończyła historię gospodarczą i społeczną na Université Lumière-Lyon-II, a w 1992 geografię i historię na Universidad de Sevilla. Doktoryzowała się w 1998 w Europejskim Instytucie Uniwersyteckim we Florencji. Kształciła się także w London School of Economics. Jako nauczyciel akademicki pracowała m.in. na University of Reading, Universidad de Sevilla i Uniwersytecie Karola III w Madrycie. Później związana z Universidad Pablo de Olavide, gdzie m.in. w latach 2007–2012 była zastępczynią rektora do spraw studiów podyplomowych. Zajęła się również badaniem problematyki równości płci, od 2009 kierując studiami magisterskimi w tej dziedzinie. W 2015 została przewodniczącą uczelnianej grupy badawczej EcoEcoFem, zajmującej się zagadnieniami ekologii i feminizmu. Członkini m.in. International Association for Feminist Economics oraz władz kobiecej organizacji naukowej Asociación de Mujeres Investigadoras y Tecnólogas, członek korespondent andaluzyjskiej instytucji kulturalnej Real Academia de Nobles Artes de Antequera. W latach 2010–2018 zasiadała w radzie naukowej przy hiszpańskim oddziale ruchu ATTAC.
Związana z Hiszpańską Socjalistyczną Partią Robotniczą (PSOE). W czerwcu 2018 weszła w skład rządu regionalnego Andaluzji. Prezydent Susana Díaz powierzyła jej odpowiedzialność za naukę, badania naukowe i szkolnictwo wyższe. Funkcję tę pełniła do stycznia 2019, gdy socjaliści przeszli do opozycji.
W wyborach w 2019 uzyskała mandat eurodeputowanej IX kadencji. Z powodzeniem ubiegał się o reelekcję w 2024.